# Џозеф Стадлер
Темпл Сити
Џозеф Стадлер (енгл. Joseph Francis Stadler; 12. јун 1880 — 25. фебруар 1950) био је амерички атлетичар који се углавном такмичио у скоковима без залета. Био је члан атлетског клуба Френклин у Кливленду.
Стадлер је био најмлађи (17 год.) члан америчког олимпијског тима који је учествовао на Олимпијским играма 1904. у Сент Луису САД. Такмичио се у скоку увис без залета и троскоку без залета и освојио две медаље (сребрну и бронзану).
Био је један од двојице црних спортиста у репрезентацији САД. Историчари олимпијских игара су открили да је Стадлер можда први црни спортиста који је освојио медаљу. Он је освојио своју прву медаљу истог дана када је и Џорџ Поуџ освојио своју прву медаљу, али редослед такмичења није познат.
Поред освојене две медаље, мало се зна о њему.